# Les Ordres
Les Ordres é um filme de drama canadense de 1984 dirigido e escrito por Michel Brault. Foi selecionado como representante do Canadá à edição do Oscar 1985, organizada pela Academia de Artes e Ciências Cinematográficas.

## Elenco
- Hélène Loiselle - Marie Boudreau
- Jean Lapointe - Clermont Boudreau
- Guy Provost - Dr. Jean-Marie Beauchemin
- Claude Gauthier - Richard Lavoie
- Louise Forestier - Claudette Dusseault